# Metaner

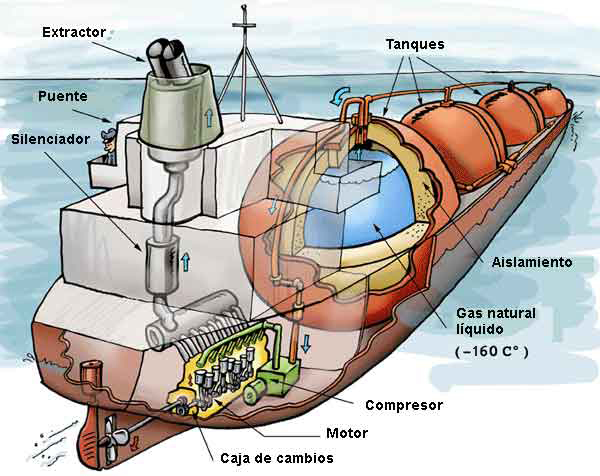
Esquema d'un vaixell metaner.

Un metaner és un vaixell de càrrega especialitzat en el transport de gas natural liquat des dels països productors de gas natural als països consumidors. Les característiques tecnològiques d'aquests vaixells són molt sofisticades, ja que per mantenir el metà en estat líquid, s'ha de conservar la càrrega a una temperatura de -160 °C.
En terminologia marítima internacional es coneixen com a LNG (acrònim en anglès per Liquified Natural Gas) carrier o tanker. Pràcticament tots els vaixells metaners estan construïts expressament per a aquest transport i no poden dedicar-se a un altre tipus de càrrega. Els primers es construïen amb la possibilitat de transportar també GLP (gas liquat del petroli) davant la incertesa del transport de GNL. Darrerament s'han tornat a construir petits metaners polivalents, amb capacitat de transportar també GLP i etilè.

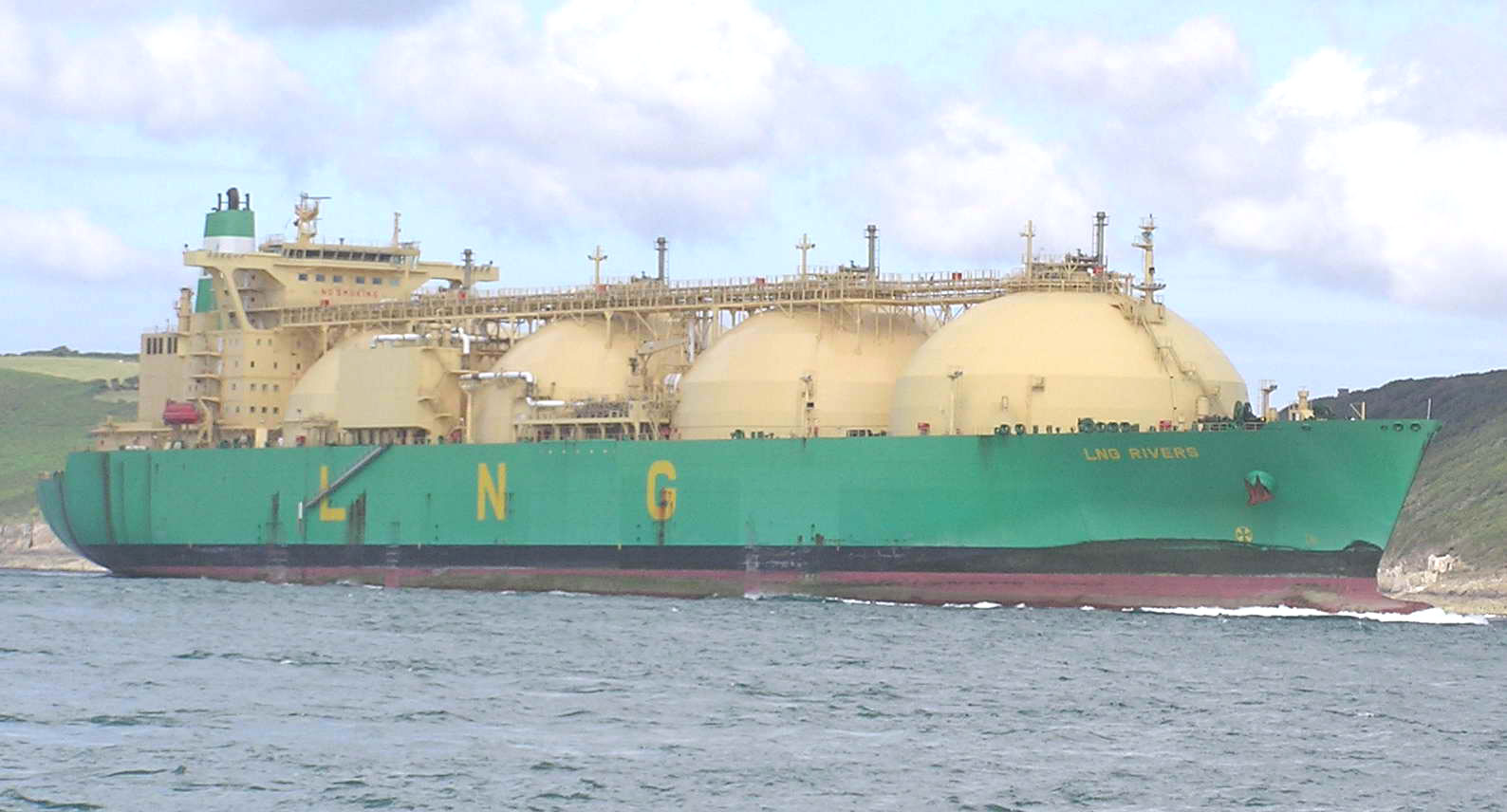
Vaixell metaner.

## Història
Encara que hi va haver estudis anteriors el primer metaner va ser el "Methane Pioneer", originalment va ser un vaixell de càrrega tipus C1-M-AV1, construït dins dels programes navals de la Segona Guerra Mundial per part del Govern dels Estats Units. Aquest fou seleccionat i adaptat per estudiar les tecnologies necessàries per al transport marítim de GNL.
Per estudiar aquesta possibilitat es va constituir un equip a Lake Charles, a l'estat de Mississipi (Estats Units). Aquest equip va dissenyar i va decidir muntar tancs d'alumini, amb fusta de balsa com a aïllant tèrmic, així com la resta d'equipament que incorporaria. Una vegada realitzades totes les proves al moll el vaixell va sortir de Lake Charles el 25 gener 1959 amb destinació a Canvey Island(Regne Unit) amb els seus tancs plens de 5.000 metres cúbics de gas natural liquat. Una quantitat ínfima per als estàndards actuals però que va demostrar que el transport marítim de GNL era possible.
Durant els set viatges que va realitzar va trobar tota mena de condicions meteorològiques que, tot i provocar amplis moviments del casc, no vam comportar cap problema de seguretat ni per la càrrega. Amb això va quedar demostrat que el transport marítim de GNL era factible. Un cop finalitzades les proves es va dedicar al transport de GLP, ja que la seva capacitat de càrrega era massa petita per al transport comercial rendible de GNL.
A partir de 1959 a França es van iniciar proves amb diversos tipus de tanc. Per a això es van construir tres tancs dissenyats per diferents empreses. Es van instal·lar diferents tipus de bombes i equipament a cada tanc al vaixell "Beauvais" (cedit pel Govern francès). Es van realitzar intensives proves de mar que han conduït a la preponderància que la indústria francesa ha aconseguit des d'aleshores.
El 1964 van entrar en servei els dos primers metaners comercials, el "Methane Progress" i el "Methane Princess", encara que per no estar segurs de l'evolució del transport de GNL es van construir amb la possibilitat de transportar GLP. Tenien 27.500 metres cúbics de capacitat i han estat en servei fins al 1986 i 1997, respectivament. L'any 1969 van entrar en servei els dos primers vaixells amb tancs de membrana, que segueixen en actiu amb els noms de "SCF Arctic" i "SCF Polar". El 1973 va entrar en servei el primer vaixell de tancs esfèrics, el "Norman Lady", que segueix en actiu amb el mateix nom. Tant aquest com els anteriors eren d'uns 75.000 metres cúbics.
Poc després es van començar a construir vaixells de 125.000 m³, que han estat la mida estàndard fins que fa pocs anys van passar a ser-ho els de 140.000 metres cúbics. A finals de l'any 2008 s'entregava el Mozah, el primer d'una sèrie de gran metaners amb una capacitat de fins a 266.000 metres cúbics, construïts per Samsung Heavy industries i Daewoo Shipbuilding a Corea del Sud.

## Tipus

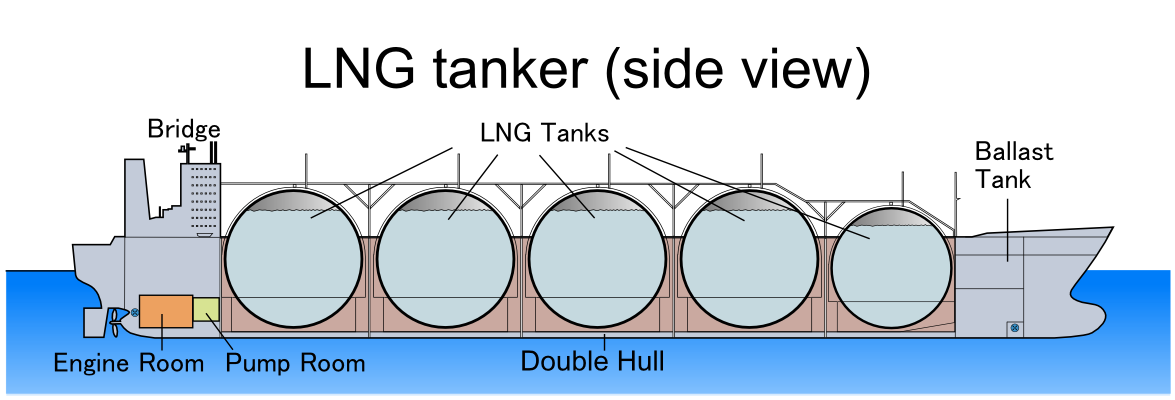
Diagrama metaner Moss Rosenberg.

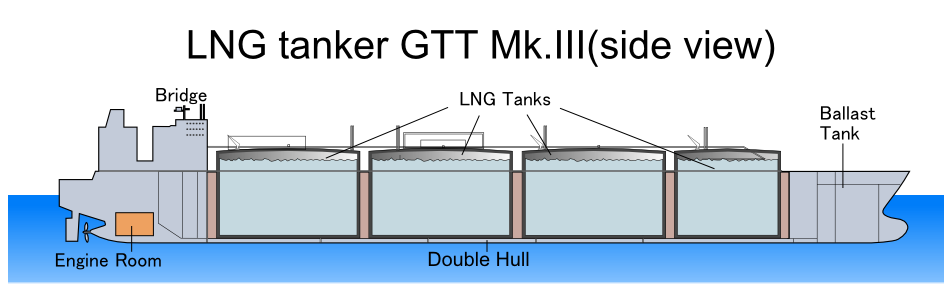
Diagrama d'un metaner de membrana tipus MkIII.

Hi ha dos tipus principals de tancs per a aquests vaixells: esfèrics i de membrana que tenen una estructura prismàtica. Aquests constitueixen dos dissenys de metaners amb aparença i tecnologia de construcció diferenciades:
- Els esfèrics són tipus Moss Rosenberg per ser dissenyats per aquesta empresa noruega. Estan construïts en alumini i acer inoxidable i són autosuportades, és a dir que ells suporten la càrrega, i no formen part de la part estructural del vaixell. A causa del seu preu elevat i de la infraestructura que han de crear les drassanes per a construir-han perdut mercat avui en dia pel que fa als de membrana. Són molt característics per tenir un sistema de contenció de càrrega format per quatre o més grans tancs esfèrics, les semiesferes dels quals sobresurten per sobre de la coberta principal.[7]
- Els de membrana són dissenyats, dissenyats i produïts sota llicència per Gaz Transport i Technigaz.[7] El pes de la càrrega es transmet al nucli interior a través de les membranes i aïllaments. Els dissenys principals són:
  - GT-96, consisteix en dues membranes llises d'Invar de 0,7 mm de gruix.[8] Aquest material té pràcticament un coeficient de dilatació tèrmica de 0. Entre les dues membranes i entre la segona i el casc interior porta caixes d'aïllament, farcides de perlita.
  - Mark III: evolució del model anterior amb membrana primària corrugada d'1,2 mm de gruix.[8] En aquests el corrugat absorbeix les dilatacions. La membrana secundària és d'un altre material anomenat tríplex en el cas del Mark III.

Fins ara aquests tipus de vaixells han tingut un manteniment òptim i presenten uns índexs de seguretat excel·lents. Això es deu al fet que tenen un cost de construcció elevat i són contractats per llargs períodes per transportar càrregues entre dos punts determinats, permetent un beneficis assegurats. En augmentar el nombre de metaners i armadors que els liciten amb contractes més curts o d'un sol viatge, aquest bon estat de la flota pot baixar, a causa de la cerca de preus més baixos a costa del cost de manteniment i seguretat.

## Transport
El GNL es transporta a una pressió lleugerament superior a l'atmosfèrica en vaixells especialment construïts per a aquest fi. Per poder transportar el gas a aquestes pressions (unes 15 kPa com a màxim) es liqua refredant-lo fins aproximadament -160 °C. Teòricament hauria d'estar almenys a -161 °C però moltes terminals el lliuren a temperatures sensiblement superiors, entre -159,0 i -159,5 °C.
El sistema de contenció de la càrrega està dissenyat i construït utilitzant materials que suporten aquestes temperatures criogèniques. El pes específic del gas liquat varia depenent del port de càrrega, ja que variaran els percentatges de cada tipus de gas en el líquid. El GNL en els tancs de càrrega del vaixell es manté a la temperatura a la qual s'ha carregat al llarg de tota la navegació, però depenent de la seva temperatura una part del líquid s'evapora per ebullició. El gas evaporat es fa servir habitualment per propulsar la nau, bé cremant-ne l'excés en calderes per generar vapor per les turbines o bé directament en motors de combustió interna adaptats (duals) capaços de cremar tant gas com gasoil.
L'evaporació produeix fred que ajuda a mantenir la temperatura de la càrrega. En el cas que es vulgui refredar alguna cosa, per haver carregat relativament calenta, es pot forçar l'evaporació i, per tant, el refredament, extraient amb un compressor els vapors dels tancs. Mitjançant aquest mètode es pot arribar a baixar la temperatura fins aproximadament -160,2 °C.
Habitualment en acabar la descàrrega es deixa en els tancs una petita quantitat de la càrrega. Aquesta en anar-se evaporant durant el viatge en llast fins al port de càrrega impedirà que els tancs s'escalfin massa. Abans d'arribar al port de càrrega, s'utilitzarà la càrrega que queda per tornar a refredar els tancs fins a la temperatura requerida per la càrrega. Aquest refredament intensiu durarà d'un dia a una setmana, depenent del tipus de tanc. El que es fa és extreure el líquid que normalment es troba concentrat majoritàriament en un dels tancs amb una bomba de menor capacitat que les de descàrrega i s'envia aquest líquid un altre cop als tancs, però aquest cop en forma de pluja o esprai per unes canalitzacions que es troben a una certa alçada; aquesta polvorització del líquid provoca que es refredi la superfície del tanc i el gas present al tanc.

## Propulsió
La propulsió d'aquest tipus de vaixells ha estat fins fa molt poc temps mitjançant turbina de vapor exclusivament. El gas evaporat dels tancs es consumeix en calderes que produeixen vapor. Aquest vapor mou les turbines principals associades a generadors que proporcionen energia i climatització a tot el vaixell.
Aquest sistema permet consumir la quantitat que es desitgi de gas, i mantenir la pressió en els tancs dins dels valors correctes. Permetent, si calgués, disminuir la temperatura d'aquests i, per tant, la pressió, i forçant l'evaporació de gas que serà consumit en les calderes. Aquestes calderes poden consumir al mateix temps també fueloil, que es veurà complementat pel gas fins a aconseguir la producció de vapor requerida.
Aquest sistema permet també consumir el gas que s'evapora mentre el vaixell està en port, atracat o fondejat, i que no es necessita per al consum del vaixell. En aquest cas el gas es crema també en les calderes i el vapor sobrant produït s'envia directament al condensador. Avui en dia s'estan construint molts vaixells amb propulsió mitjançant motors duals o amb motors dièsel marins convencionals, que són més lents.
En el cas dels motors duals poden consumir gas o gasoil. El gas evaporat en els tancs es consumeix en aquests motors de manera similar al cas dels vaixells de turbines. Per aconseguir consumir la quantitat adequada de gas es combinen els motors consumint uns, gas i altres, gasoil. Cada motor només pot consumir un d'aquests combustibles en cada moment. No és possible el consum simultani com en el cas de les calderes. Per poder realitzar aquestes combinacions aquests vaixells tenen usualment quatre d'aquests motors, que funcionen bàsicament com a generadors elèctrics, ja que generen electricitat per impulsar la propulsió del vaixell.
Els vaixells amb motors lents marins convencionals tenen dos d'aquests motors. Aquests motors només poden consumir combustibles líquids, fueloil i dièsel. En no poder utilitzar el gas evaporat per a la propulsió estan equipats amb una planta de reliquafecció. Tot el gas evaporat es torna a liquar i es retorna als tancs. En cas de fallada d'aquest sistema equipen una incineradora de gas.
Gràcies als avenços tecnològics, cada vegada es construeixen vaixells més eficients, capaços de reduir l'efecte  Boil-off  (GNL que es reconverteix a gas). Gràcies a aquests avenços, aquestes quantitats mínimes de gas es reutilitzen com a combustible per al vaixell, i la resta és novament convertit en GNL, si porta planta de reliquat.

## Flota actual
L'any 2007 la flota mundial de metaners era de 246 vaixells i hi havia una demanda creixent. A finals de 2012 la flota de metaners ja arribava als 362 vaixells, suposant un increment de quasi el 50% en 5 anys.